# Stephen Coronel
Stephen Coronel, född 21 mars 1951 på Manhattan, var gitarrist i Wicked Lester med Paul Stanley och Gene Simmons, innan de bildade hårdrocksbandet KISS 1973.
Coronel och Simmons skrev låten "Goin' Blind" som återfinns på skivan Hotter Than Hell och "She" på Dressed to Kill.